# اچ‌ام‌اس شانون (۱۷۵۷)
اچ‌ام‌اس شانون (۱۷۵۷) (به انگلیسی: HMS Shannon (1757)) یک کشتی بود که طول آن ۱۱۸ فوت ۶ اینچ (۳۶٫۱ متر) بود. این کشتی در سال ۱۷۵۷ ساخته شد.